# 仲田敬治
仲田 敬治（なかだ けいじ、1972年1月7日 - ）は、静岡県三島市出身の俳優。2009年から2016年まで今井事務所に所属。現在はフリー。

## 人物
- 趣味は野球観戦と格闘技観戦。
- 特技は銀行業務(サラリーマン歴15年)と消火作業(消防団在籍15年)。
- 2018年8月30日より人狼ルームGM[2]に就任し、脱サラ俳優兼人狼ルームGMとして活躍している。

## 出演作品

### 映画
- 静かなるドン 新章（2009年）
- わが母の記（2012年）
- バカリズム THE MOVIE（2012年）
- RETURN ハードバージョン（2013年） - 月本 役
- 惑う After the Rain（2017年）
- 青砥家族（2017年）
- セブンガールズ（2018年）

### Vシネマ
- JINGI 仁義 頂上篇 エピソード3・4（2014年）

### テレビ
- 新・警視庁捜査一課9係 season2 （2010年） - 第10話 係員 役
- Mr.サンデー 〜拡大特番原発危機 克服への闘い〜（2011年） - 小野隊員 役
- 探偵Xからの挑戦状! ゴーグル男の怪（2011年）
- 泣きめし今日子（2015年） - 第10話
- 泣きめし今日子2（2015年） - 第13話・最終話
- 下町人情捜査班　浅田真平2(2019年)

### 舞台
- 『欲望貴族』角角ストロガのフ第3回公演／王子小劇場（2009年）
- 『椿版・天保十二年のシェイクスピア』椿組2010夏・花園神社野外劇／新宿花園神社境内特設ステージ（2010年）
- 『雑種愛』角角ストロガのフ第6回公演／王子小劇場（2011年）
- 『昆虫美学』角角ストロガのフ第7回公演・王子小劇場（2012年）
- 『夫婦Gipsプログラム』劇団ジャイアント・キリング第13回公演／中野ザ・ポケット（2012年）
- 『ドキュメン？』FREE(S)公演 STAGE×12 vol.2／赤坂GENKI劇場（2013年）
- 『お父さんは疲れた』今井事務所番外公演・張ち切れパンダ×今井事務所／新宿SPACE雑遊（2013年）
- 『ディストピア』角角ストロガのフ第9回公演／吉祥寺シアター（2013年）
- 『じじいに幸あれ！』張ち切れパンダ6かいめ／下北沢「劇」小劇場（2014年）
- 人狼TLPT 『VILLAGE VII 夏草がそよぐ村』池袋シアターKASSAI（2014年） - 男爵バロウズ 役
- 人狼TLPT 『VILLAGE IX 雪の花咲ける村』池袋シアターKASSAI（2014年） - 男爵バロウズ 役
- 人狼TLPT 『MISSION II The Buggy Job』大塚萬劇場（2015年） - バウンサーバロウズ 役
- 『ドブ恋4』K助PRESENTS／千本桜ホール（2015年）
- 『Onely』FREE(S)公演／明石スタジオ（2015年）
- 人狼TLPT 『DEPTH II 〜贖罪の海SPIRAL〜』新宿村LIVE（2016年） - メディカルドクターバロウズ 役
- 人狼TLPT『人狼TLPT × 宇宙兄弟』新宿村LIVE（2016年） - 福田直人 役
- 人狼TLPT 『VILLAGE XI 青嵐に惑う村』新宿村LIVE（2016年） - 男爵バロウズ 役
- 人狼TLPT 『FLAG 裁きの神と呪われし秘宝』新宿村LIVE（2017年） - 海軍捕虜バロウズ 役
- 人狼TLPT『人狼TLPT × 預言者育成学園』SQUARE ENIX本社（2017年） - S級アイドルPバロウズ 役
- 人狼TLPT『人狼TLPT ×宇宙兄弟Rebellion of the Fullmoon 』新宿村シアターサンモール（2017年） - 福田直人役
- 人狼TLPT 5周年記念全国ツアー『VILLAGE XⅢ 福岡公演』博多リバレインホール（2017年） - 男爵バロウズ 役
- 人狼TLPT 『VILLAGE XⅣ月凍る夜』新宿村LIVE（2017年）- 男爵バロウズ役
- 『BEGINS of Sevengirls』劇団前方公演墳 旗揚げ20周年記念公演(2018年)
- 人狼TLPT 『VILLAGE XⅥ 花埋ル丘』シアター1010ミニシアター（2018年） - 男爵バロウズ 役
- 『母という名の怪物と、朽ちた筈の愛』HIGHcolors 9回戦(2019年)
- 人狼TLPT 『FLAGⅡ英雄の歌と呪われし秘宝』新宿村LIVE（2019年） - 海洋研究員バロウズ 役
- 人狼TLPT 7周年記念公演『STELLA』新宿村LIVE（2019年） - バロウズ 役
- 人狼TLPT 『VILLAGE XIX涙雨残る村』新宿村LIVE（2020年） - 男爵バロウズ 役
- 人狼TLPT 『MISSION IV』新宿村LIVE (2020年) - バロウズ役 公演中止
- 人狼TLPT 『DEPTH Ⅲ 〜贖罪の海SinK〜』新宿シアターサンモール100st記念公演 (2020年) - バロウズ役
- 人狼TLPT 『VILLAGE XX』新宿シアターサンモール (2021年) - 男爵バロウズ役
- 人狼TLPT 『MISSION Ⅳ』シアター・アルファ東京 (2022年) - バロウズ役

### チャンバラ合戦
- チャンバラ戦国史　『第一幕　桶狭間の戦い』(2017年)
- 照姫まつり　『奪還～奪われた石神井城を取り戻せ～』(2017年)
- チャンバラ戦国史　『第二幕　川中島の戦い』(2017年)
- チャンバラ戦国史　『第三幕　本能寺の変』(2017年)
- 合戦フェス2017　『～ちょっと戦国、行ってくる。～』(2017年)
- チャンバラ戦国史　『第五幕　長篠の戦い』(2017年)
- チャンバラ戦国史　『第六幕　賤ヶ岳の戦い』(2017年)
- 練馬まつり　『～幻の練馬城～』(2017年)
- チャンバラ戦国史　『第九幕　小田原征伐』(2017年)
- チャンバラ戦国史　『再終幕　激突！　関ヶ原の戦い』(2018年)
- 照姫まつり　『伝説の石神井城！』(2018年)
- チャンバラ維新伝　『第六幕　鳥羽伏見の戦い』(2018年)

### Web
- 人狼TLPT セブンスエデン 年越しスペシャル（2015年）
- 人狼TLPT セブンスエデン 第24回（2016年）
- 預言者育成学園×人狼TLPT#19.20.21.22.24.27.29(2016年）
- 麻雀プロの人狼スリアロ村 第三十六幕（2016年）
- 人狼TLPT セブンスエデン 第34回 (2017年)
- 麻雀プロの人狼スリアロ村 第八十七幕【年末SP】(2018年）
- 麻雀プロの人狼スリアロ村 第九十二幕 (2019年)
- 人狼TLPTセブンスエデン第56回 (2019年)
- 麻雀プロの人狼スリアロ村 第九十九幕【年末SP】(2019年)
- アルティメット人狼令和元年人狼納め24時間スペシャル（2019年）
- アルティメット人狼 inニコニコネット超会議2020 (2020年)
- アルティメット人狼 チャンネル7月放送 (2020年)
- 人狼TLPT SUMMER RUSH！2020 in ニコ生(2020年)
- アルティメット人狼 チャンネル4周年記念放送 (2020年)
- アルティメット人狼 チャンネル11月放送 (2020年)
- 人狼TLPT セブンスエデン 第73回 (2020年)
- アルティメット人狼 チャンネル11月放送 (2021年)

### モデル
- 株式会社ケアサービス　企業案内パンフレット(2016年)

### その他
- 人狼TLPT 2周年記念祭（2014年）
- オラクルナイツpresents カウントダウンうた合戦(2016年)
- 預言者育成学園 1周年大感謝祭（2017年）
- 演劇企画・三舎三様 第一回イベント（2017年）
- 人狼ルーム×人狼TLPT公式コラボイベント『The Special Room』(2020年)